# یوگنی پریگوژین
یِوگِنی ویکتوروویچ پریگوژین (روسی: Евгений Викторович Пригожин؛ ۱ ژوئن ۱۹۶۱ – ۲۳ اوت ۲۰۲۳) الیگارش روسی، بنیانگذار و رئیس گروه واگنر و از نزدیکان ولادیمیر پوتین، رئیس‌جمهور روسیه بود. یوگنی پریگوژین گاهی «آشپز پوتین» نامیده می‌شد، زیرا او صاحب رستوران‌ها و شرکت‌های پذیرایی بود که برای کرملین خدمات ارائه می‌دهند.

## گروه واگنر
پریگوژین پس از سال‌ها انکار ارتباط خود با گروه واگنر، در ۲۶ سپتامبر ۲۰۲۲، تأیید کرد که بنیانگذار آن بوده‌است.

### شورش ژوئن ۲۰۲۳ روسیه
در ۲۳ ژوئن ۲۰۲۳، پریگوژین مدعی شد که وزیر دفاع فدراسیون روسیه، سرگئی شویگو به گروه شبه‌نظامی واگنر خیانت کرده و پایگاه‌های این گروه شبه‌نظامی را در اوکراین بمباران کرده‌است و موجب مرگ تعداد زیادی از نیروهای این گروه شده‌است. در پی این ادعا، او اعلام کرد که نیروهای خود را از اوکراین خارج کرده و به‌سمت مسکو حرکت داده‌است تا سرگئی شویگو را در میدان سرخ مسکو به دار آویخته و در مقبره لنین دفن کند. پریگوژین در ۲۴ ژوئن ۲۰۲۳ در یک پیام صوتی گفت: برای جلوگیری از ریختن خون، تصمیم گرفتیم درحالی‌که ۲۰۰ کیلومتر با مسکو فاصله داریم، نیروهایمان را به اردوگاه‌هایشان بازگردانیم. وی افزود: در جریان مبارزه برای عدالتخواهی، حتی یک قطره خون توسط نیروهای واگنر ریخته نشد.
پیش از این الکساندر لوکاشنکو، رئیس‌جمهور بلاروس اعلام کرد که پریگوژین، پیشنهاد لوکاشنکو در مورد توقف پیشروی نیروهایش به سمت مسکو را پذیرفت.

## مرگ

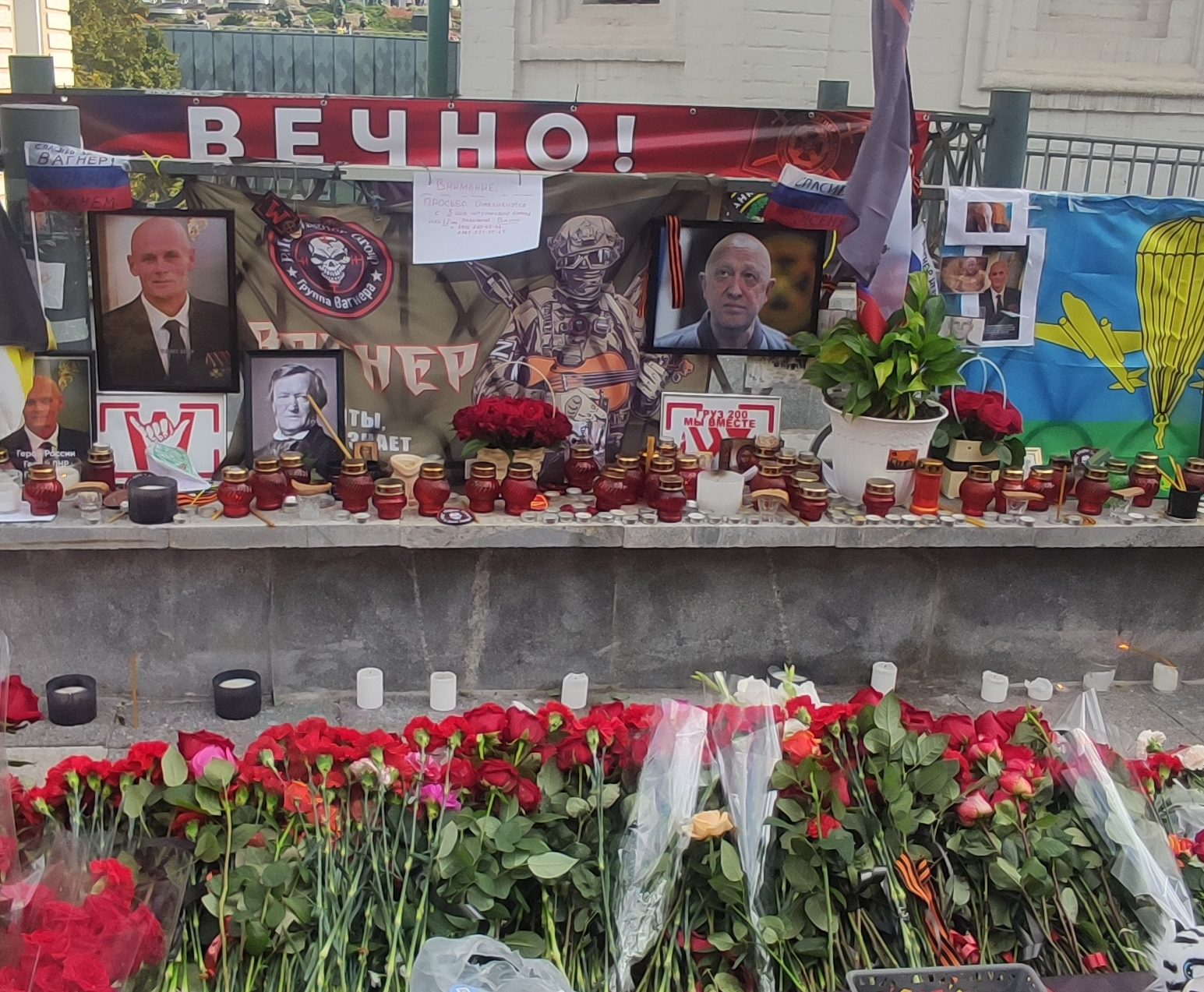
یادبود رهبری PMC واگنر، که در ۲۳ اوت ۲۰۲۳ در منطقه Tver درگذشت.

در ۲۳ اوت ۲۰۲۳ جت حامل یوگنی پریگوژین در شمال مسکو سقوط کرد. پریگوژین و دیمیتری اوتکین، که به عنوان «دست راست» پریگوژین شناخته می‌شد، به‌همراه ۸ سرنشین جت کشته شدند. سخنگوی کاخ کرملین اشاره کشورهای غربی به این که پریگوژین، به دستور ولادیمیر پوتین، رئیس‌جمهور روسیه، کشته شده‌است را «دروغ محض» خواند. مقامات روسی در ۲۷ اوت ۲۰۲۳ رسماً تأیید کردند آزمایش‌های ژنتیکی نشان داده که پریگوژین در جریان سقوط ۲۳ اوت جان خود را از دست داد.
پس از سقوط هواپیما پوتین ضمن تسلیت به خانواده او، پریگوژین را مردی بااستعداد اما پیچیده توصیف کرد که در مناطق مختلف جهان به نتایج موفقیت‌آمیزی دست یافت. همچنین جو بایدن، رئیس‌جمهور ایالات متحده آمریکا اظهار کرد که از شنیدن خبر مرگ احتمالی رئیس گروه واگنر تعجب نکرد و آن غیرقابل انتظار نخواند.
پریگوژین ۲۹ اوت ۲۰۲۳ در مراسمی خصوصی در گورستان پروخوستکوی سن پترزبورگ دفن شد.
زلنسکی در گفتگویی مدعی شد که او به دستور پوتین کشته شده است.